# Jean Ezemar du Cros
Jean Ezemar du Cros est un homme politique français né le 5 février 1739 à La Réole (Gironde) et mort à une date inconnue à Meilhan-sur-Garonne (Lot-et-Garonne).

## Biographie
Ancien garde du corps du roi, il est élu député suppléant de la Gironde à la Convention. Il est appelé à siéger à partir du 9 septembre 1793.

### Sources
- « Jean Ezemar du Cros », dans Adolphe Robert et Gaston Cougny, Dictionnaire des parlementaires français, Edgar Bourloton, 1889-1891 [détail de l’édition]